# Tinkoff
Tinkoff är ett professionellt rysk-registrerat cykelstall från Ryssland. Stallet ägs av ryssen Oleg Tinkov och manager är Bjarne Riis. Stallet tillhör UCI World Tour.
Saxo Bank är en dansk bank som kom in i laget som huvudsponsorer inför säsongen 2009. Redan ett halvår tidigare hade de tagit på sig ansvaret som co-sponsor. Under 2012 började banken Tinkoff Bank även sponsra stallet, och laget fick då namnet Saxo Bank-Tinkoff Bank. Inför 2014 års säsong bytte dock laget namn till Tinkoff-Saxo. Tidigare hade stallet haft pengahjälp från Computer Sciences Corporation (CSC), ett globalt IT-företag med huvudkontor i Virginia, men företaget valde att sluta sponsra stallet efter säsongen 2008.
Cyklister från stallet har vunnit etapper i alla de tre stora etapptävlingarna: Tour de France, Giro d'Italia och Vuelta a España. Ivan Basso slutade tvåa i Tour de France 2005 och vann senare Giro d'Italia 2006. Carlos Sastre vann Tour de France 2008. Andy Schleck fick i efterhand segern i Tour de France 2010, efter att Alberto Contador stängts av för doping. Inför 2011 års säsong värvades Contador till laget, och har sedan dess hunnit med att vinna Vuelta a España två gånger.

## Historia

### Början
Företaget Professional Cycling Denmark ApS, numera Riis Cycling A/S, startade under hösten 1996 efter att Bjarne Riis hade vunnit Tour de France 1996, vilket ledde till att sporten blev populär i Danmark. Stallet skapades av den tidigare juniorvärldsmästaren Alex Pedersen, cyklisterna Finn Poulsen, Torben Kølbæk och Johannes Poulsen, samt Bjarne Riis. Ett cykelstall byggdes upp kring amatörcykellaget Herning CK, som var baserat i den danska staden Herning. Stallet hade som mål att deltaga i Tour de France 2000.

### 1998–1999
1998 skapades Team Home-Jack & Jones där sportdirektörerna var Alex Pedersen och Torben Kølbæk. I början hade stallet elva cyklister, vilka bestod av förstaårsprofessionella och de danska veteranerna Brian Holm och Jesper Skibby, som bägge hade deltagit i Tour de France flera gånger. Huvudsponsorerna var Jack & Jones (Bestseller A/S), ett danskt klädföretag och de hade en budget på runt € 1 000 000 under säsongen 1998. Stallet var under de första åren ett division II-stall, men inför säsongen 2000 uppgraderades de till den högsta divisionen (sedan 2005 känd som UCI ProTour). Under den första månaden som stallet existerade vann både Christian Andersen och Jesper Skibby tävlingar. Men stallet hade också otur när stallets cyklist Brian Holm valde att lämna stallet i april 1998. På grund av dopningsproblematiken under Tour de France 1998 valde Bjarne Riis att sälja sina aktier i stallet.
Trots problemen slutade stallet på 32:a plats i lagrankingen 1998. Året därpå var budgeten ökad (€ 2 400 000) och stallets cyklister ökade till 14, de som kontrakterades var mer välkända än under 1998. Stallet vann under säsongen 1999 26 viktiga tävlingar, vilket ledde till att stallet blev ett division I-stall inför säsongen 2000. I september 1999 testades stallets belgiska cyklist Marc Streel positivt, då han hade ett hematokritvärde på 53,4%. Home valde att sluta sponsra stallet efter säsongen på grund av dopningen inom idrotten.

### 2000
Den danska minneskortstillverkaren Memory Card A/S blev huvudsponsorer efter Home inför säsongen 2000. Den danska cyklisten Bo Hamburger kontrakterades som lagkapten. Stallet lyckades inte ta lika många segrar under året som de gjort under 1999, men de vann i stället större tävlingar och de blev också inbjudna till Tour de France 2000, vilket hade varit deras mål sedan stallet startade.
I april 2000 hade den danska cyklisten Nicolai Bo Larsen ett hematokritvärde på 51%, men han blev trots det inte sparkad från laget, dagen innan hade han haft ett värde på 47%. Detta fick Jack & Jones att komma till insikt om att de inte ville fortsätta att sponsra stallet, då de inte ville ha med dopning att göra. Nicolai Bo Larsen blev frikänd från alla dopningsmisstankar efter en titt i hans sjukrapport.
Under hösten tog Bjarne Riis över Professional Cycling Denmark ApS och stallet. Kontraktet med Jack & Jones avslutades, och Riis ville inte fortsätta samarbetet med Memory Card A/S, då de hade finansiella problem.

### 2001–2002
I stället för de tidigare sponsorerna engagerade Bjarne Riis Computer Sciences Corporation och den europeiska internetleverantören World Online som sponsorer. Stallet fick en budget på € 4 500 000 under det året. World Online blev uppköpt av det italienskt telekombolaget Tiscali och stallet bytte namn till CSC-Tiscali i mitten av 2001.
Stallets lagkapten Bo Hamburger testades i april 2001 positivt för erytropoietin, någonting som tidigare hade varit svårt då inga tester fanns för att hitta dopningspreparatet i blodet. Bo Hamburger lämnade därför stallet i september 2001.
Stallet gjorde sitt första stora internationella köp av en cyklist när de kontrakterade den franska storcyklisten Laurent Jalabert inför säsongen 2001. Jalabert hade i flera år cyklat för det spanska stallet ONCE, som leddes av Manolo Saiz. Laurent Jalabert hade då redan bestämt sig för att han skulle avsluta sin karriär efter säsongen 2002.
| ”                  | Jag ville sluta med ett franskt lag, men inga gav mig ett bra erbjudande, så jag gick till CSC i stället. | „ |
| – Laurent Jalabert | |   |

CSC var sponsrade av den franska cykeltillverkaren LOOK, som sedan tidigare arbetade med Jalabert. Under säsongen 2001 vann han bergspristävlingen i Tour de France, samt en etapp på Frankrikes nationaldag, vilket ledde till stor popularitet bland de franska fansen. Säsongen avslutades med att Jalabert vann Clásica de San Sebastián.
Inför säsongen 2002 kontrakterade stallet den amerikanska cyklisten Tyler Hamilton, som tidigare tävlat för US Postal Service Pro Cycling Team, som blev den nya stjärncyklisten när Laurent Jalabert valde att avsluta sin karriär. Hamilton slutade tvåa i Giro d'Italia, trots ett brutet skulderblad under säsongen 2002.
Under Tour de France 2002 blev Laurent Jalabert återigen segrare av bergspristävlingen och senare under året tog han ytterligare en seger i Clásica de San Sebastián. Han avslutade sin karriär efter säsongen 2002, liksom han hade planerat.

### 2003–2005
Säsongen 2003 startade med att Bjarne Riis döpte om Professional Cycling Denmark ApS till Riis Cycling A/S. Tiscali avslutade sitt sponsorskap och då Riis Cycling A/S misslyckades med att finna en co-sponsor fick stallet namnet Team CSC och hade en reducerad budget under året. Riis Cycling A/S flyttade från Herning till huvudkvarteret för en av stallets sponsorer, Alm. Brand, som låg i Köpenhamns förort Kongens Lyngby.
Tyler Hamilton tog över som lagkapten efter Laurent Jalabert och hans mål under 2003 var att vinna Tour de France 2003. Han vann den belgiska tävlingen Liège-Bastogne-Liège och var i bra form när han på den första etappen av Tour de France skadade nyckelbenet under en masskrasch. Han valde dock att fortsätta tävlingen, trots att han förlorade mycket tid under etapperna. Han lyckades dock vinna en etapp och i slutändan var han trea i tävlingen. Stallkamraterna Carlos Sastre och Jakob Piil vann också varsin etapp på tävlingen och stallet vann lagtävlingen.
Hamilton lämnade stallet för Phonak Hearing Systems 2004, där han åkte fast för dopning. In kom istället en annan fuskare, skulle det visa sig, italienaren Ivan Basso, som hade vunnit den vita ungdomsledartröjan i Tour de France 2002. Med sin podieplacering i Tour de France 2004 visade Basso att han var en lovande cyklist för framtiden.
Mellan säsongen 2004 och 2005 hade laget ekonomiska bekymmer och flera cyklister fick reducerade löner under vinterhalvåret. Stallets amerikanska cyklist Bobby Julich blev den första att bära ledartröjan i den nystartade ligan UCI ProTour när han vann Paris-Nice 2005. Samma år tog stallet hem tre etappsegrar på Giro d'Italia, en av David Zabriskie och två av Ivan Basso, tankarna att vinna hela tävlingen brast dock när Ivan Basso fick magproblem.
Under Tour de France 2005 bestämde sig Computer Sciences Corporation (CSC) att förlänga kontraktet till och med 2008. Bjarne Riis valde då att förlänga Ivan Bassos kontrakt med tre år. Basso slutade tvåa, bakom Lance Armstrong som avslutade sin karriär efter segern, på Tour de France. Stallets amerikanska cyklist David Zabriskie vann prologen.
Under det resterande året fortsatte resultaten att komma, bland annat vann Bobby Julich Eneco Tour of Benelux sammanlagt. Carlos Sastre slutade tvåa i Vuelta a España och Nicki Sørensen vann en etapp. Team CSC blev det årets bästa lag i UCI ProTour, med amerikanen Bobby Julich rankad åtta på listan över individuella cyklister.

### 2006
Bobby Julich tog stallets första UCI ProTour-seger 2006 på Paris-Nices prolog men när han senare under tävlingen skadade sig kunde han inte försvara sin totalseger i tävlingen från 2005. Skador höll också Stuart O'Grady borta. Fabian Cancellara säkrade stallets andra seger i ProTour när han vann det individuella tempoloppet i Tirreno-Adriatico och därefter klassikern Paris-Roubaix. En vecka senare vann Fränk Schleck Amstel Gold Race.
Inför Giro d'Italia 2006, där stallets cyklist Ivan Basso var favorit, berättade Team CSC att man skulle låta spanjoren Carlos Sastre vara hjälpryttare åt Ivan Basso under det italienska etapploppet . Giro d'Italia-vinnaren 2005, Paolo Savoldelli, gjorde några bra etapper i början av loppet och tysken Jan Ullrich vann tempoloppet före Basso, men Basso vann Giro d'Italia med en marginal på 9.18 före José Enrique Gutiérrez.
Samma år var det också sagt att Ivan Basso skulle försöka vinna Tour de France och han var favorit där. Bara dagar innan etapploppet skulle starta berättade stallets ledning att italienaren inte skulle få starta i Tour de France efter Basso ryktades vara inblandad i den så kallade Operación Puerto-härvan. I stället blev Carlos Sastre utsedd till kapten och slutade tävling som fyra och missade podium-placering. Den luxemburgska cyklisten Fränk Schleck vann etappen uppför Alpe d'Huez och Jens Voigt vann också en etapp.
När den före detta Team CSC-cyklisten Ivan Basso blev friad från inblandning i Operación Puerto-härvan bestämde Team CSC sig snabbt för att göra sig av med honom, då misstanke kvarstod, men Team CSC bestämde sig också för att ta hårdare tag mot dopning. Det innebar att man investerade runt fem miljoner svenska kronor i ett projekt mellan Team CSC och Bispebjergs sjukhus. Projektet innebar att 800 avancerade tester genomfördes under 2007 på de 30 cyklisterna i Team CSC, med start i december 2006. Projektet fortsatte även året därpå.

### 2007
Ivan Basso blev snart kontrakterad av Discovery Channel Pro Cycling Team. I maj 2007 erkände han inblandning i dopningshärvan Operación Puerto, men sa samtidigt att han aldrig tidigare har dopat sig. Blodet i påsarna, var enligt Basso, till för att vinna Tour de France 2006 och att han inte hade varit dopad då han vann Giro d'Italia.
Säsongen 2007 startade bra för Team CSC när den nykontrakterade cyklisten Juan José Haedo vann några mindre tävlingar i början av säsongen. Klassikersäsongen blev en framgång då stallets cyklist Stuart O’Grady vann Paris-Roubaix 2007. Ett år tidigare hade stallets cyklist Fabian Cancellara vunnit loppen varför O’Gradys vinst blev en fortsättning på Team CSC:s framgångar i tävlingen. Jens Voigt vann Tyskland runt under året. För tredje året i rad stod stallet också som segrare av UCI ProTours lagtävling.
Carlos Sastre var stallets kapten till Vuelta a España. Han deltog också i Tour de France och var en favorit till segern, men stallet bestod också av cyklister som kunde göra individuella resultat och andra som skulle hjälpa till i bergen. Det hela ledde till att stallet inte hade någon klar ledare till Giro d'Italia, utan stallet bestod främst av unga cyklister. En av dessa var Andy Schleck som lyckades vinna ungdomstävlingen i Giro d'Italia 2007 framför med över fem minuter över italienaren Riccardo Riccò och med 22 minuter framför Domenico Pozzovivo. Schleck lyckades också sluta två i tävlingens slutställning efter segraren Danilo di Luca.
Fabian Cancellara blev uttagen till stallets lag till Tour de France 2007 och han vann prologen och en etapp i tävlingen. Han bar också tävlingens gula ledartröjan under sju dagar. När tävlingen nådde bergen försvann två favoriter till segern från tävlingen, Aleksandr Vinokurov testades positivt för dopning medan ledaren av tävlingen, och tidigare Team CSC-cyklisten, Michael Rasmussen, sparkades från sitt stall Rabobank med anledning av att han ljugit om var han befunnit sig vid flera tidpunkter innan Tour de France startade det året. Carlos Sastre slutade på fjärde plats i tävlingen efter Alberto Contador, Cadel Evans och Levi Leipheimer.
Carlos Sastre lyckades inte heller vinna Vuelta a España då han förlorade mycket tid i tempoloppen. I stället slutade han tvåa bakom den ryska cyklisten Denis Mensjov.

### 2008
Team CSC:s spanska cyklist Carlos Sastre vann Tour de France 2008 med 58 sekunder före tvåan Cadel Evans. Andy Schleck vann ungdomstävlingen och stallet vann lagtävlingen under det franska etapploppet. De vann också etapper med Kurt-Asle Arvesen och Carlos Sastre. Fränk Schleck ledde tävlingen under två etapper innan Carlos Sastre tog över tröjan på etappen uppför Alpe d'Huez och de behöll därefter tröjan till Paris.
I september 2008 vann man lagtempoetappen på Polen runt.

### 2009
I mars 2008 bestämde Computer Sciences Corporation att de skulle sluta sponsra Team CSC efter säsongen 2008.. Stallet var därför tvungna att söka efter en ny sponsor. I juni blev det känt att danska Saxo Bank skulle ta över som huvudsponsor för stallet, men de valde redan då att de skulle vara co-sponsor till Computer Sciences Corporation under den återstående säsongen. Fram till årsskiftet gick stallet under namnet Team CSC-Saxo Bank, men när säsongen 2009 startar skulle Saxo Bank bli huvudsponsor och det danska företaget IT Factory co-sponsor.  Lagets namn från och med 2009 skulle med andra ord bli Saxo Bank - IT Factory. I början av december 2008 försattes IT Factory i konkurs då det visade sig att deras VD Stein Bagger hade förskingrat företagets pengar och sedan försvunnit spårlöst. IT Factory försvann därför som sponsor för stallet.
Inför säsongen 2009 fick laget en ny cykelsponsor, Specialized.

### 2010
Lagets sponsor Saxo Bank berättade under året 2010 att de tänkte hoppa av som sponsorer och året bestod av mycket sökande efter en ny huvudsponsor. Karsten Kroon, Kurt Asle Arvesen och Aleksandr Kolobnev var bland de cyklister som lämnade stallet innan säsongen 2010 startade. Målen under året var vårklassikerna och att vinna Tour de France 2010 med Andy Schleck. Den danska spurtaren Matti Breschel tog hem segern i Dwars door Vlaanderen innan Fabian Cancellara fortsatte vårklassikersäsongen genom att vinna Flandern runt, Paris-Roubaix och GP E3 Harelbeke. Cancellaras segrar i de tävlingarna ledde till att han blev anklagad för att ha använt en motor på sin cykel.
Laget vann tre etapper på Giro d'Italia 2010 och Richie Porte bar den rosa ledartröjan under tre dagar. Porte tog hem tävlingens vita ungdomströjan. Fränk Schleck vann Schweiz runt innan han tog hem den luxemburgska mästartiteln på landsväg för tredje gången i sin karriär.
Under den tredje etappen av Tour de France bröt Fränk Schleck loppet efter en krasch, vilket gav laget ett handikapp inför de tuffa etapperna som skulle komma. Andy Schleck slutade tvåa bakom Alberto Contador i loppet och blev därmed segrare av den vita ungdomströjan. I februari 2012 meddelade Idrottens skiljedomstol att Alberto Contador skulle fråntas Tour de France-segern från 2010 vilket innebär att titeln gick till Andy Schleck . Fabian Cancellara vann de två tempoloppen under tävlingen.
Efter Tour de France tog Jakob Fuglsang hem sin tredje raka seger av Danmark runt. Fränk Schleck körde Vuelta a Espana för att vinna etapploppet det året, men fick nöja sig med en femte plats, nästan fem minuter bakom segraren Vincenzo Nibali. I världsmästerskapens tempolopp tog Fabian Cancellara hem segern för fjärde gången, medan lagets cyklist Matti Breschel tog hem silvermedaljen i herrarnas linjelopp. Tävlingssäsongen slutade med att Jakob Fuglsang slutade på fjärde plats i Lombardiet runt.

### 2011
Lagets sponsor Saxo Bank berättade under året 2010 att de tänkte hoppa av som sponsorer, men när det blev klart att den trefaldiga Tour de France-segraren Alberto Contador hade skrivit på ett kontrakt med laget bestämde sig den danska banken att stanna kvar med laget. En ny huvudsponsor tillkom, SunGard. Företaget hade tidigare sponsrat laget med en mindre summa pengar. Lagets nya namn blev Team Saxo Bank-SunGard. 
Alberto Contador skrev på ett två årskontrakt med laget. Tidigare samma år hade det blivit klart att stora delar av laguppställningen skulle lämna för det nystartade Leopard-Trek, däribland bröderna Andy och Fränk Schleck.
Under Tour de France 2010 hade Alberto Contador testats positivt för clenbuterol, när han fortfarande cyklade för Team Astana, vilket gjorde det osäkert om han skulle få köra Tour de France 2011. Tillsammans med Bjarne Riis bestämde han sig för att köra Giro d'Italia under året.
Contador tog sin första säsongsseger på Vuelta Ciclista a Murcia, där han vann sammanlagt och två etapper. I mars tog Nick Nuyens hem segern i Dwars door Vlaanderen och samma dag vann Contador en etapp på Katalonien runt. Några dagar senare stod det klart att Contador hade slutat etta i den sammanlagda ställning i det spanska etapploppet.
I april spurtade Nick Nuyens till seger i Flandern runt framför Sylvain Chavanel och Fabian Cancellara. Den sistnämnda hade bytt stall från Team Saxo Bank till Leopard-Trek innan säsongens början.
Inför Giro d'Italia var Alberto Contador en av de stora favoriterna till segern. Han tog den rosa ledartröjan efter etapp 9 och behöll den till slutet. Han vann loppet med sex minuter över tvåan Michele Scarponi. Tidigare under säsongen hade Contador friats av det spanska cykelförbundet, trots att dopningsprovet under Tour de France 2010 visat spår av det förbjudna preparatet clenbuterol. Det internationella cykelförbundet (UCI) och antidopningsbyrån Wada överklagade det till Idrottens skiljedomstol.
Två av stallets cyklister vann nationsmästerskapen, Nicki Sørensen blev dansk nationsmästare i linjelopp medan Gustav Larsson blev svensk mästare i tempolopp. I Critérium du Dauphiné slutade Chris Anker Sørensen på elfte plats sammanlagt. I juli väntade Alberto Contador fortfarande på att få veta om han riskerade en avstängning, men tog beslutet att köra Tour de France 2011 som Saxo Bank-SunGards kapten, trots att han tidigare under säsongen vunnit Giro d'Italia. Under loppet hade han svårt att följa med de andra toppcyklisterna i bergen, men slutade trots det femma i loppet, 3 minuter och 57 sekunder bakom Cadel Evans.
Efter touren vann Richie Porte en etapp på Danmark runt, medan Michael Mørkøv slutade på tredje plats i tävlingen slutställning. Juan José Haedo vann en etapp på Vuelta a España. Chris Anker Sørensen blev lagets bästa cyklist i det spanska etapploppet, där han slutade på tolfte plats. I mitten av september vann Jonas Aaen Jørgensen den franska tävlingen Grand Prix d'Isbergues.
Alberto Contador slutade på tredje plats i UCI World Tour och Team Saxo Bank-Sungard slutade på nionde plats i lagtävlingen.

### 2012 och framåt
Cykelstallet förlorade en av sina huvudsponsorer, Sungard, innan säsongen startade och laget fick tillbaka sitt gamla namn Saxo Bank. Laget fick fortsatt förtroende i UCI World Tour, bland annat tack vare Alberto Contadors fina resultat under 2011. I februari 2012 dömde Idrottens skiljedomstol den spanska cyklisten Alberto Contador till två års avstängning, efter att ha testats positivt för clenbuterol i samband med Tour de France-vinsten 2010. Avstängningen innebar att laget tog bort honom från laguppställningen och att han blev diskvalificerad från alla sina resultat från och med Tour de France 2010. I augusti var avstängningen över, och Contador ställde upp i Vuelta a España, som han vann.
Contador vann även 2014 års Vuelta a España. Senare under året stod det klart att laget värvat slovaken Peter Sagan inför kommande år.